# M Train
Linha M (título original M Train) é o segundo livro de memórias da cantora e escritora Patti Smith, cinco anos após o lançamento de Só Garotos, um relato emocionante sobre seu relacionamento com o fotógrafo Robert Mapplethorpe, vencedor do National Book Award. Em Linha M, a multifacetada artista em relatos narrados sobre suas idas a sua cafeteria preferida, um misto de sonhos, pensamentos e a dor da perda do marido Fred Smith.

## Enredo
Depois do cultuado Só Garotos, a lendária cantora e escritora Patti Smith volta à sua odisseia pessoal em Linha M, que ela chama de um mapa para minha vida. O livro começa no Greenwich Village, o bairro que tanto marcou sua história. Todos os dias a artista vai ao mesmo café e, munida de seu caderno de anotações, registra suas impressões sobre o passado e o presente, a arte e a vida, o amor e a perda. Num tom que transita entre a desolação e a esperança e amplamente ilustrado com suas icônicas polaroides, Linha M é uma meditação sobre viagens, séries de detetives, literatura e café. Um livro poderoso e comovente de uma das mais multifacetadas artistas em atividade.

## Recepção
Linha M recebeu críticas fortemente favoráveis. No The New York Times, a crítica literária Michiko Kakutani chamou o livro de "dolorosamente belo", com uma prosa "lírica e radiantemente pictórica". No The Washington Post, a romancista Elizabeth Hand descreveu o livro como sendo "perspicaz e lindamente escrito como seu antecessor (Só Garotos)''. Em uma leve dissidência, o romancista Charles Finch escreveu no Chicago Tribune que Linha M "não mudou minha vida", mas "também é fácil ver por que tantos leitores dizem que sim", '"uma escrita desengonçada, mas adorável, a mesma fé resoluta nos consolos da arte, os mesmos estranhos lampejos de humor, a mesma crueza na memória e na experiência ... é óbvio por que alguns leitores encontram uma correspondência profunda e profunda com suas próprias vidas interiores no trabalho [de Smith].”